# Crelan-Euphony
La Crelan-Euphony, nota in precedenza come Saxon, Tönissteiner e Landbouwkrediet, era una squadra maschile belga di ciclismo su strada e ciclocross, attiva nel professionismo dal 1992 al 2013.
Il team manager della squadra fu, sin dalla fondazione, avvenuta nel 1992, il belga Gérard Bulens; lo coadiuvò alla guida tecnica, dal 2002 al 2013, l'ex ciclista italiano Marco Saligari. Nei ventidue anni di attività vestirono la maglia della squadra, tra gli altri, il belga Sven Nys, due volte campione del mondo di ciclocross, e l'ucraino Jaroslav Popovyč, terzo al Giro d'Italia 2003. Dal 2005 al 2013 la squadra ebbe licenza di Professional Continental, potendo così partecipare alle gare del Circuiti continentali UCI e usufruire delle wild-card per le gare del ProTour/World Tour.
Lo sponsor principale è stato per un decennio l'istituto di credito e di assicurazioni Landbouwkrediet che, dopo aver utilizzato per dodici stagioni il proprio nome, nel 2013 optò per la scelta del marchio Crelan, nuovo servizio online della stessa banca belga. Tra gli sponsor secondari vi furono Euphony, azienda belga di telecomunicazioni, e Tönissteiner, produttrice tedesca di acqua minerale. La squadra utilizzò sempre biciclette della ditta italiana Colnago.

## Cronistora

### Annuario
| Anno | Codice | Nome                                      | Cat. | Biciclette | Dirigenza |
| ---- | ------ | ----------------------------------------- | ---- | ---------- | --- |
| 1992 | -      | Saxon-Gatorade                            | -    | Colnago    | Manager: Gérard Bulens Dir. sportivi: -                                                                             |
| 1993 | SAX    | Saxon-Breitex                             | -    | Colnago    | Manager: Gérard Bulens Dir. sportivi: -                                                                             |
| 1994 | SAX    | Saxon-Selle Italia Saxon-Brigand          | -    | Colnago    | Manager: Gérard Bulens Dir. sportivi: Claude Jolidon                                                                |
| 1995 | TON    | Tönissteiner-Saxon                        | -    | Colnago    | Manager: Gérard Bulens Dir. sportivi: Henk Klein Beekman, André Coudray, Willy Geukens                              |
| 1996 | TON    | Tönissteiner-Saxon                        | -    | Colnago    | Manager: Gérard Bulens Dir. sportivi: Henk Klein Beekman, André Coudray, Willy Geukens                              |
| 1997 | TON    | Tönissteiner-Saxon-Colnago                | -    | Colnago    | Manager: Gérard Bulens Dir. sportivi: Willy Geukens                                                                 |
| 1998 | TON    | Tönissteiner-Colnago-Saxon                | -    | Colnago    | Manager: Gérard Bulens Dir. sportivi: Willy Geukens                                                                 |
| 1999 | TON    | Tönissteiner-RDM-Colnago-Elro Snacks      | GSII | Colnago    | Manager: Gérard Bulens Dir. sportivi: Willy Geukens                                                                 |
| 2000 | TON    | Tönissteiner-Landbouwkrediet-Colnago      | GSII | Colnago    | Manager: Gérard Bulens Dir. sportivi: Willy Geukens, Denis Gonzalez                                                 |
| 2001 | LAN    | Landbouwkrediet-Colnago                   | GSII | Colnago    | Manager: Gérard Bulens Dir. sportivi: Willy Geukens, Jef De Bilde                                                   |
| 2002 | LAN    | Landbouwkrediet-Colnago                   | GSII | Colnago    | Manager: Gérard Bulens Dir. sportivi: Willy Geukens, Jef De Bilde, Marco Saligari, Olivano Locatelli                |
| 2003 | LAN    | Landbouwkrediet-Colnago-Alken Maes-Daikin | GSI  | Colnago    | Manager: Gérard Bulens Dir. sportivi: Willy Geukens, Jef De Bilde, Marco Saligari, Olivano Locatelli                |
| 2004 | LAN    | Landbouwkrediet-Colnago                   | GSI  | Colnago    | Manager: Gérard Bulens Dir. sportivi: Willy Geukens, Jef De Bilde, Marco Saligari, Adriano Baffi, Claude Vancoillie |
| 2005 | LAN    | Landbouwkrediet-Colnago                   | PCT  | Colnago    | Manager: Gérard Bulens, Jef De Bilde Dir. sportivi: Claude Criquielion, Marco Saligari, Claude Vancoillie           |
| 2006 | LAN    | Landbouwkrediet-Colnago                   | PCT  | Colnago    | Manager: Gérard Bulens Dir. sportivi: Claude Criquielion, Jef De Bilde, Marco Saligari, Claude Vancoillie           |
| 2007 | LAN    | Landbouwkrediet-Tönissteiner              | PCT  | Colnago    | Manager: Gérard Bulens Dir. sportivi: Jef De Bilde, Marco Saligari, Claude Vancoillie, Gino Verhasselt              |
| 2008 | LAN    | Landbouwkrediet-Tönissteiner              | PCT  | Colnago    | Manager: Gérard Bulens Dir. sportivi: Jef De Bilde, Marco Saligari, Claude Vancoillie, Gino Verhasselt              |
| 2009 | LAN    | Landbouwkrediet-Colnago                   | PCT  | Colnago    | Manager: Gérard Bulens Dir. sportivi: Jef De Bilde, Marco Saligari, Claude Vancoillie                               |
| 2010 | LAN    | Landbouwkrediet                           | PCT  | Colnago    | Manager: Gérard Bulens Dir. sportivi: Jef De Bilde, Marco Saligari, Claude Vancoillie                               |
| 2011 | LAN    | Landbouwkrediet                           | PCT  | Colnago    | Manager: Gérard Bulens Dir. sportivi: Jef De Bilde, Marco Saligari                                                  |
| 2012 | LAN    | Landbouwkrediet-Euphony                   | PCT  | Colnago    | Manager: Gérard Bulens Dir. sportivi: Jef De Bilde, Marco Saligari, Marcel Omloop, Gino Verhasselt                  |
| 2013 | LAN    | Crelan-Euphony                            | PCT  | Colnago    | Manager: Gérard Bulens Dir. sportivi: Jef De Bilde, Marco Saligari, Marcel Omloop, Gino Verhasselt, Jonathan Bulens |

### Classifiche UCI
Fino al 1998, le squadre ciclistiche erano classificate dall'UCI in un'unica divisione. Nel 1999 la classifica a squadre venne divisa in prima, seconda e terza categoria (GSI, GSII e GSIII), mentre i corridori rimasero in classifica unica. Nel 2005 fu introdotto l'UCI ProTour e, parallelamente, i Circuiti continentali UCI; dal 2009 le gare del circuito ProTour sono state integrate nel Calendario mondiale UCI, poi divenuto UCI World Tour.
| Anno | Class.     | Pos. | Migliore cl. individuale |
| ---- | ---------- | ---- | ------------------------ |
| 1995 | -          | 59º  | Marc Streel (711º)       |
| 1996 | -          | 46º  | Marc Streel (136º)       |
| 1997 | -          | 40º  | Ludo Dierckxsens (116º)  |
| 1998 | -          | 56º  | Hans De Meester (286º)   |
| 1999 | GSII       | 20º  | Michel Van Haecke (109º) |
| 2000 | GSII       | 25º  | Michel Van Haecke (128º) |
| 2001 | GSII       | 29º  | Michel Van Haecke (248º) |
| 2002 | GSII       | 4º   | Jaroslav Popovyč (74º)   |
| 2003 | GSI        | 28º  | Jaroslav Popovyč (39º)   |
| 2004 | GSI        | 22º  | Jaroslav Popovyč (65º)   |
| 2005 | Europe T.  | 9º   | Nico Sijmens (10º)       |
| 2006 | Europe T.  | 15º  | Bert De Waele (13º)      |
| 2007 | Europe T.  | 11º  | Andy Cappelle (16º)      |
| 2008 | Europe T.  | 23º  | Bert De Waele (32º)      |
| 2009 | Europe T.  | 25º  | Bert De Waele (36º)      |
| 2009 | World Cal. | 32º  | Bert De Waele (201º)     |
| 2010 | Europe T.  | 30º  | Bert De Waele (97º)      |
| 2010 | World Cal. | 30º  | Bert De Waele (98º)      |
| 2011 | Europe T.  | 7º   | Aidis Kruopis (10º)      |
| 2012 | Europe T.  | 19º  | Davy Commeyne (87º)      |
| 2013 | Asia T.    | 25º  | Joeri Stallaert (52º)    |
| 2013 | Europe T.  | 20º  | Sébastien Delfosse (47º) |

## Palmarès

### Grandi Giri
- Giro d'Italia

Partecipazioni: 3 (2002, 2003, 2004)
Vittorie di tappa: 0
Vittorie finali: 0
- Tour de France

Partecipazioni: 0
Vittorie di tappa: 0
Vittorie finali: 0
- Vuelta a España

Partecipazioni: 0
Vittorie di tappa: 0
Vittorie finali: 0

### Campionati nazionali
Strada
- Campionati belgi: 1

In linea: 2004 (Tom Steels)
- Campionati lituani: 2

In linea: 2004 (Tomas Vaitkus)
Cronometro: 2004 (Tomas Vaitkus)
- Campionati neozelandesi: 1

In linea: 2001 (Gordon McCauley)
- Campionati uzbeki: 3

In linea: 2004, 2005 (Sergey Lagutin)
Cronometro: 2005 (Sergey Lagutin)
Pista
- Campionati britannici: 3

Inseguimento a squadre: 2005 (Cummings); 2006 (Clancy, Cummings, Manning)
Inseguimento individuale: 2001 (Bert Roesems)
MTB
- Campionati belgi corss country: 2

2001, 2006 (Filip Meirhaeghe)
Cross
- Campionati belgi: 4

1993, 1997 (Paul Herijgers); 2009, 2010 (Sven Nys)
- Campionati cechi: 3

1992, 1994, 1995 (Radomír Šimunek Sr.)
- Campionati giapponesi: 1

2001 (Masahiko Mifune)

### Altri successi
In una occasione corridori in forza alla Landbouwkrediet si sono affermati ai giochi olimpici e per tre volte ai campionati del mondo.
Giochi olimpici
- Inseguimento a squadre: 1

2008 (Edward Clancy, Paul Manning)
Campionati del mondo
- Inseguimento a squadre: 3

2005 (Steven Cummings); 2007, 2008 (Edward Clancy, Paul Manning)